# Ingolf Elster Christensen

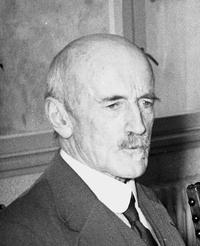
Ingolf Elster Christensen

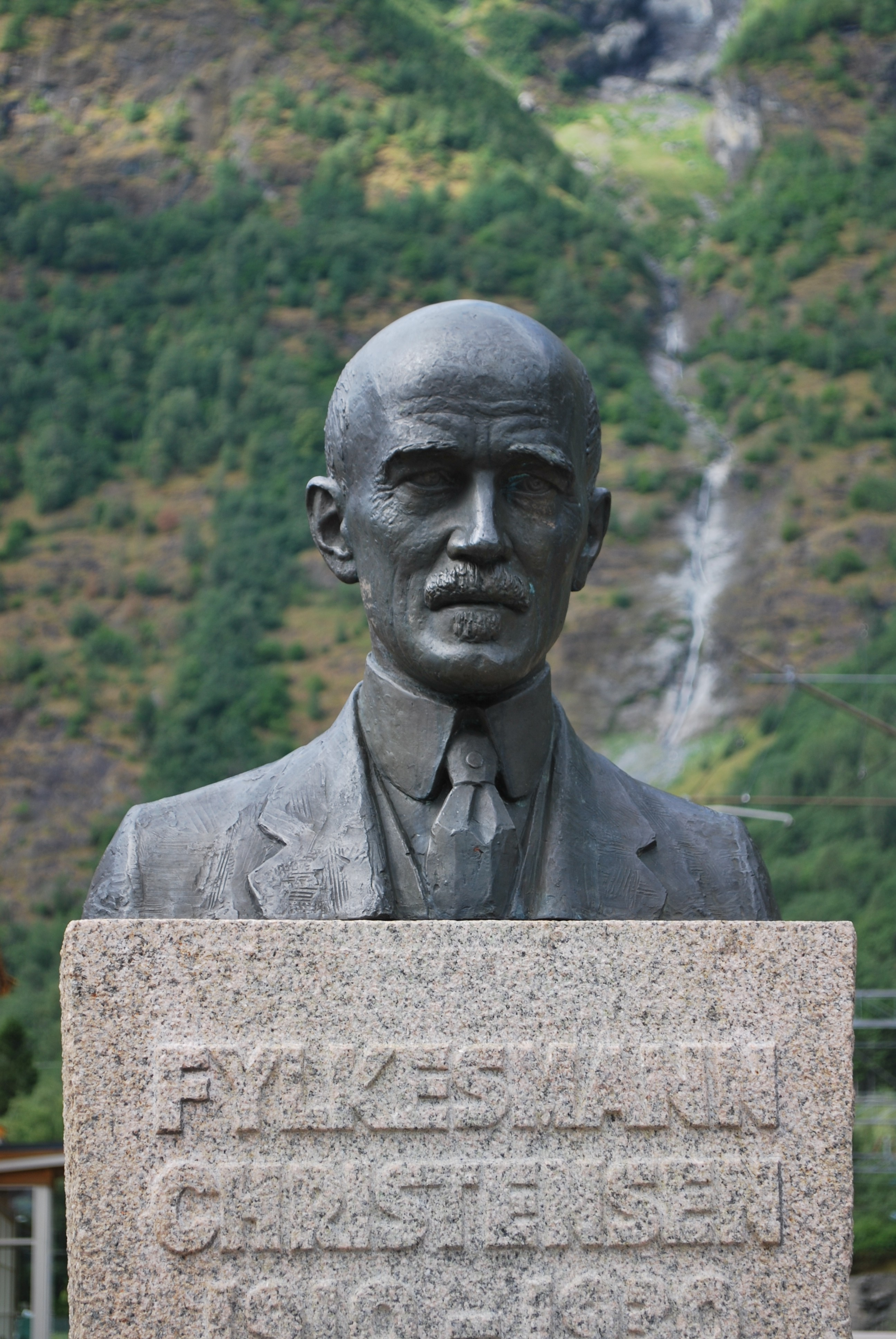
Denkmal für Christensen am Bahnhof von Flåm.

Ingolf Elster Christensen (* 28. März 1872 in Førde; † 3. Mai 1943 ebenda) war ein norwegischer Jurist, Offizier, Beamter und konservativer Politiker.

## Leben
Christensen stammt aus einer Familie von Offizieren und Beamten. Er machte 1889 in Bergen Abitur und ging danach an die Militärakademie Norwegens, wo er 1893 sein Studium als Offizier abschloss. Von 1894 bis 1896 diente er als Adjutant in Bergen, ging dann nach Christiania (dem heutigen Oslo), um Jura in Rekordzeit zu studieren. Danach arbeitete er als Assessor des Bezirksrichters von Sogn og Fjordane. 1899 erhielt er die Zulassung als Rechtsanwalt. Im selben Jahr ging er ans Verteidigungsministerium, wo er als Hauptmann bis 1906 arbeitete. Wieder als Jurist war er u. a. Sekretär des Ausschusses für die Erstellung einer neuen Heeresordnung (Norwegen war 1905 unabhängig geworden). 1907 ging er erneut in das Verteidigungsministerium, zuletzt war er dort Abteilungsleiter. 1910 wurde er Regierungspräsident des Bezirks Nordre Bergenhus (seit dem 1. Januar 1919 hieß der Bezirk Sogn og Fjordane), dieses Amt hatte er bis 1930 inne.
Christensen beschäftigte sich mit nationalen und militärischen, aber auch landwirtschaftlichen Fragen. So veröffentlichte 1916 er zusammen mit seinem Bruder, dem Schriftsteller Hjalmar Christensen die Schrift Fædrelandet i verdenskrigens lys (deutsch: Das Vaterland im Lichte des Weltkrieges). Beide wünschten sich Norwegen an der Seite des Deutschen Reiches. In den Perioden von 1922–1924 und 1925–1927 war er Abgeordneter der Høyre im Storting. Hier setzte er sich u. a. gegen Kürzungen des Verteidigungsetats unter der Regierung Mockwinckels ein. Er selbst war ab dem 5. März 1926 Justizminister in der Regierung von Ivar Lykke. Nach einer Kabinettsumbildung am 26. Juli 1926 war er Verteidigungsminister bis zum Ende der Regierung am 28. Januar 1928. 1930 übernahm er das Amt des Regierungspräsidenten von Oslo und Akershus.
Als 1940 das Deutsche Reich im Rahmen des Unternehmens Weserübung Norwegen überfiel und König Håkon VII. und die Regierung aus Oslo flohen, blieb er in der Hauptstadt. Nachdem Vidkun Quisling eine Regierung mit sich selbst an der Spitze ausgerufen hatte, ergriffen die ebenfalls in Oslo verbliebenen Richter des Obersten Gerichts die Initiative, um eine Alternative zu schaffen. Mit Unterstützung des deutschen Botschafters Curt Bräuer wurde der Administrasjonsrådet am 15. April 1940 eingesetzt. Christensen wurde dessen Vorsitzender. Seine Erfahrungen als Verwaltungsbeamter und nicht zuletzt seine explizite deutschfreundliche Haltung waren wohl die entscheidenden Gründe, die ihn zum Kandidaten für diese Position machten. Ebenso galt er als Favorit für den Vorsitz einer Gegenregierung zu der außer Landes geflohenen des Ministerpräsidenten Johan Nygaardsvold. Diese Möglichkeit wurde mit dem Reichskommissar Josef Terboven in den sogenannten Reichratsverhandlungen erwogen. Beteiligt daran waren Richter des Obersten Gerichts sowie die Mehrheit des Präsidiums des Stortings. Auch Christensen war im Hintergrund an diesen Verhandlungen beteiligt und soll sie mehrmals wieder in Schwung gebracht haben. Letztlich scheiterten die Verhandlungen und Terboven setzte am 25. September 1940 sogenannte kommissariske statsråder (deutsche Bezeichnung: Kommissarische Staatsräte) ein, die fast alle der Nasjonal Samling (NS) angehörten. Dies war auch das Ende des Administrasjonsrådets und das politische Aus für dessen Vorsitzenden Christensen. Im Jahre 1941 wurde er als Regierungspräsident von dem NS-Mann Edward Stenersen abgelöst. Die letzte Zeit seines Lebens verbrachte er zurückgezogen auf dem elterlichen Hof in Førde.

## Ehrungen
Ingolf Elster Christensen wurde 1912 zum Ritter des Sankt Olav Ordens geschlagen und war Mitglied der französischen Ehrenlegion. Da er sich sehr für die Flåmsbana einsetzte, steht am Bahnhof von Flåm ein Denkmal zu seinen Ehren.